# Договір про приєднання (1985)
Мадридська/Лісабонська угода або Угода про приєднання 1985 року, підписана 12 червня 1985 року і набула чинности 1 січня 1986 року, стосується приєднання Іспанії та Португалії під час третього розширення Європейського економічного співтовариства.

## Офіційна назва
Офіційна назва Договору про приєднання:
Договір між Королівством Бельгія, Королівством Данія, Федеративною Республікою Німеччина, Грецькою Республікою, Французькою Республікою, Ірландією, Італійською Республікою, Великим Герцогством Люксембург, Королівством Нідерландів, Сполученим Королівством Великої Британії і Північної Ірландії (держави-члени Європейських Співтовариств), Королівство Іспанія, Португальська Республіка, про приєднання Королівства Іспанії та Португальської Республіки до Європейської економіки Співтовариства та Європейського співтовариства з атомної енергії.

## Історія
На Брюссельському саміті 29 і 30 березня 1985 року, члени ЄЕС ухвалили рішення про вступ Іспанії та Португалії. Офіційно підписання договору про приєднання відбулось у Мадриді та Лісабоні. Довгі переговори передували вступу двох країн, вони прийняли багато демократичних реформ протягом 1970-х років після виходу з франкізму та салазаризму.
Під час переговорів обговорювалися статути plazas de soberanía в Марокко та Канарських островах, Азорських островах і Мадейрі, які вже були специфічними до вступу двох країн. Але також до питань, пов'язаних з рибальством і сільським господарством.